# علاج الإنفلونزا

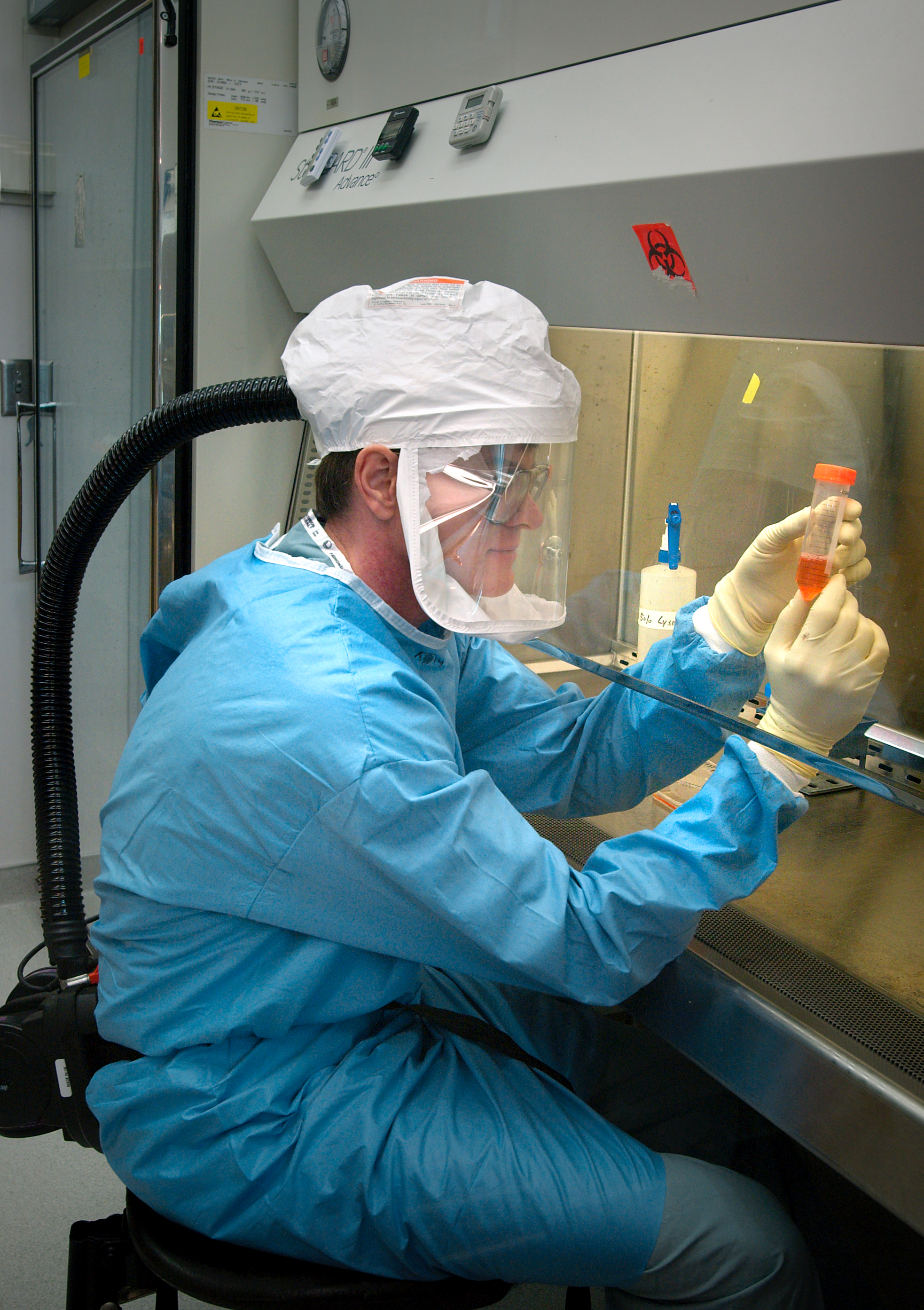
تحضير عقار لعلاج الانفلونزا

علاجات الأنفلونزا تشمل مجموعة من الأدوية والعلاجات التي تُستخدم كاستجابة لمرض الإنفلونزا. قد تستهدف العلاجات إما فيروس الإنفلونزا مباشرة؛ أو فقط لتخفيف أعراض المرض، بينما يعمل جهاز المناعة في الجسم على التعافي من العدوى.
الفئتان الرئيسيتان من الأدوية المضادة للفيروسات المستخدمة ضد الإنفلونزا هما مثبطات النورامينيداز، مثل زاناميفير واوسيلتاميفير، أو مثبطات بروتين M2 الفيروسي، مثل الأمانتادين و ريمانتادين. يمكن لهذه الأدوية أن تقلل من شدة الأعراض إذا تم تناولها بعد وقت قصير من الإصابة بها ويمكن أيضًا أن تقلل من خطر الإصابة بالعدوى. ومع ذلك، ظهرت سلالات فيروس تظهر مقاومة الأدوية لكلا الفئتين من الأدوية.

## علاج الأعراض
توصي هيئة الولايات المتحدة للوقاية من الأمراض، مراكز السيطرة على الأمراض والوقاية منها (CDC)، الأشخاص الذين يعانون من عدوى الإنفلونزا:
- البقاء في المنزل
- الحصول على الكثير من الراحة
- شرب الكثير من السوائل
- لا تدخن أو تشرب الكحول
- فكر في الأدوية التي لا تستلزم وصفة طبية لتخفيف أعراض الأنفلونزا
- استشر الطبيب في وقت مبكر للحصول على أفضل علاج ممكن
- البقاء في حالة تأهب للعلامات التحذيرية في حالات الطوارئ[2]

علامات تحذيرية هي أعراض تشير إلى أن المرض أصبح خطيرًا ويحتاج إلى عناية طبية فورية. وتشمل هذه:
- صعوبة في التنفس أو ضيق في التنفس
- ألم أو ضغط في الصدر أو البطن
- دوخة
- الارتباك
- القيء الشديد أو المستمر

لدى الأطفال علامات تحذيرية أخرى تشمل التهيج، وعدم الاستيقاظ والتفاعل، والتنفس السريع، ولون الجلد الأزرق. علامة تحذير أخرى لدى الأطفال هي إذا ظهرت أعراض الإنفلونزا واختفت، ولكن بعد ذلك عادت بالحمى والسعال سيئ.

## الأدوية المضادة للفيروسات
تستهدف الأدوية المضادة للفيروسات بشكل مباشر الفيروسات المسؤولة عن عدوى الإنفلونزا. بشكل عام، تعمل الأدوية المضادة للفيروسات بشكل مثالي عند تناولها في غضون أيام قليلة من ظهور الأعراض. يتم استخدام بعض الأدوية بشكل وقائي، أي أنها تستخدم في الأفراد غير المصابين بعدوى للوقاية من العدوى.
تتوفر أربعة عوامل مرخصة مضادة للإنفلونزا في الولايات المتحدة: امانتادين وريمانتادين وزاناميفير واوسيلتاميفير. تتوفر من خلال وصفة طبية فقط. تندرج هذه الأدوية في فئات إما مثبطات M2 (مشتقات الإيمانتان) أو مثبطات النورامينيداز كما هو موضح في الجدول التالي:
| الفئة                                                                       | له تأثير ضد     | اسم الدواء (INN)     | اسم العلامة التجارية | تمت الموافقة على العام | الصانع                     |
| --------------------------------------------------------------------------- | --------------- | -------------------- | -------------------- | ---------------------- | -------------------------- |
| مثبطات M2 (مشتقات ادامانتان)                                                | الإنفلونزا أ    | أمانتادين            | متماثل               | 1976                   | إندو للصناعات الدوائية     |
| مثبطات M2 (مشتقات ادامانتان)                                                | الإنفلونزا أ    | ريمانتادين           | فلومادين             | 1994                   | مختبرات الغابات            |
| مثبطات النورامينيداز                                                        | الإنفلونزا أ وب | زاناميفير            | ريلينزا              | 1999                   | جلاكسو سميث كلاين          |
| مثبطات النورامينيداز                                                        | الإنفلونزا أ وب | اوسيلتاميفير         | تاميفلو              | 1999                   | هوفمان-لا روش              |
| مثبطات إندوكلياز تعتمد على الغطاء                                           | الإنفلونزا أ وب | بالوكسافير ماربوكسيل | بالوكسافير ماربوكسيل | 2018                   | شيونوغي وشركاه 、 Roche AG |
| ملاحظة: تمت الموافقة على مثبطات Neuraminidase للوقاية في الأطفال والبالغين. |                 |                      |                      |                        |                            |

في روسيا والصين يستخدم دواء يسمى أوميفينوفير كعلاج. تم اختبار الدواء في الغالب في هذه البلدان، وعلى الرغم من عدم نشر تجارب سريرية تثبت أن هذا الدواء فعال، تشير بعض البيانات إلى أن هذا يمكن أن يكون علاجًا مفيدًا للإنفلونزا.

### بيراميفير
بيراميفير، دواء تجريبي مضاد للأنفلونزا، تم تطويره بواسطة BioCryst Pharmaceuticals لم تتم الموافقة عليه للبيع في الولايات المتحدة. يمكن إعطاء هذا الدواء حقن، لذلك قد يكون مفيدًا بشكل خاص في حالات الإنفلونزا الخطيرة حيث يكون المريض فاقدًا للوعي وبالتالي يصعب إعطاء الدواء عن طريق الفم أو الاستنشاق.
في أكتوبر 2009، أفيد أن الدواء التجريبي المضاد للفيروسات بيراميفير كان فعالا في علاج الحالات الخطيرة من أنفلونزا الخنازير. في 23 أكتوبر، أصدرت إدارة الغذاء والدواء الأمريكية (FDA) ترخيص استخدام الطوارئ لـ بيراميفير (منتهي الصلاحية الآن)، مما أدى إلى توفر أوسع وأسرع للمرضى. نظرًا لأن قرارات إدارة الأغذية والأدوية (FDA) وإجراءاتها تتم مراقبتها عن كثب في جميع أنحاء العالم، فمن المرجح أن تؤدي هذه الخطوة أيضًا إلى زيادة الطلب على بيراميفير دوليًا.

### الإنترفيرون
الإنترفيرون هي عوامل إشارة خلوية تنتج استجابة للعدوى الفيروسية. بدأ البحث في استخدام الإنترفيرون لمكافحة الإنفلونزا في الستينيات في الاتحاد السوفيتي، وبلغت ذروته في تجربة علي 14000 شخص في ذروة أنفلونزا هونج كونج عام 1969، حيث كان من المحتمل أن يكون الذين عولجوا بشكل وقائي بالإنترفيرون أقل من 50٪ يعانون من الأعراض، على الرغم من وجود دليل على وجود عدوى كامنة. في هذه الدراسات المبكرة، تم جمع الكريات البيض من الدم المتبرع به وتعرضه لجرعة عالية من مرض نيوكاسل، مما تسبب في إطلاق الإنترفيرون. على الرغم من أن علاجات الإنترفيرون أصبحت منتشرة على نطاق واسع في الاتحاد السوفيتي، إلا أن الطريقة كانت موضع شك في الولايات المتحدة بعد أن أثبتت الجرعات العالية من الإنترفيرون أنها غير فعالة في التجارب. على الرغم من أن دراسة 1969 استخدمت 256 وحدة من الإنترفيرون، استخدمت الدراسات اللاحقة ما يصل إلى 8.4 مليون وحدة. منذ ذلك الحين تم اقتراح أن نشاط الإنترفيرون هو الأعلى عند تركيزات منخفضة. تم التخطيط تجارب المرحلة الثالثة في أستراليا لعام 2010، ومن المقرر إجراء التجارب الأولية في الولايات المتحدة في أواخر عام 2009.
كما تم التحقيق في الإنترفيرون كمساعدات لتعزيز فعالية لقاحات الأنفلونزا. استند هذا العمل إلى التجارب على الفئران التي أشارت إلى أن الإنترفيرون من النوع الأول يمكن أن يعزز فعالية لقاحات الأنفلونزا في الفئران. ومع ذلك، وجدت تجربة سريرية في عام 2008 أن الجرعات الفموية للمرضى المسنين مع انترفيرون ألفا قللت بالفعل من استجابتهم المناعية للقاح الأنفلونزا.
إنترفيرون ألفا-2ب هو تحاميل من (عديم غليكول البولي إيثيلين)، حمض الأسكوربيك (فيتامين C) وتوكوفيرول (فيتامين E) الذي تم الإبلاغ عنه في دراستين صغيرتين لتكون فعالة مثل أربيدول. يستخدم دواء آخر مضاد للفيروسات ألفا -2 ب، «جريبفرون»، قطرات الأنف، في العلاج والوقاية من الإنفلونزا والبرد في حالات الطوارئ. ناشد مصنعها منظمة الصحة العالمية أن تنظر في استخدامه ضد أنفلونزا الطيور وأنفلونزا الخنازير البشرية، مشيرين إلى أنه تم استخدامه بنجاح في روسيا لمدة ثماني سنوات، ولكن «لم يتم إبلاغ مهنة الطب في أوروبا والولايات المتحدة الأمريكية عن هذا الدواء».

## مقاومة العقاقير
يمكن أن تظهر فيروسات الإنفلونزا مقاومة للأدوية المضادة للفيروسات. مثل تطور مقاومة المضادات الحيوية البكتيرية، يمكن أن ينتج عن الاستخدام المفرط لهذه الادوية. على سبيل المثال، أكدت دراسة نُشرت في عدد يونيو 2009 من مجلة Nature Biotechnology على الحاجة الملحة إلى زيادة مخزونات الأوسيلتاميفير (Tamiflu) مع أدوية إضافية مضادة للفيروسات بما في ذلك زاناميفير بناءً على تقييم أداء هذه الأدوية في السيناريو الذي اكتسب نيورامينيداز «إنفلونزا الخنازير» لعام 2009 (NA) طفرة مقاومة التاميفلو (His274Tyr) المنتشرة حاليًا في سلالات H1N1 الموسمية. مثال آخر هو في حالة علاج الأمانتادين قد يؤدي إلى إنتاج سريع للفيروسات المقاومة، وربما ساهم الاستخدام المفرط لهذه الأدوية في انتشار المقاومة. على وجه الخصوص، قد يرجع هذا المستوى العالي من المقاومة إلى سهولة توافر الأمانتادين كجزء من علاجات البرد التي لا تستلزم وصفة طبية في دول مثل الصين وروسيا، واستخدامها لمنع تفشي الإنفلونزا في الدواجن المستزرعة.
من ناحية أخرى، ظهرت بعض السلالات المقاومة لمثبطات النيورامينيداز وتم تداولها في حالة عدم استخدام الكثير من الأدوية المعنية، وتواتر ظهور السلالات المقاومة للأدوية يظهر ارتباطًا بسيطًا بمستوى استخدام هذه الأدوية. ومع ذلك، فقد أظهرت الدراسات المختبرية أنه من الممكن استخدام جرعات دون المستوى من هذه الأدوية كإجراء وقائي قد يساهم في تطوير مقاومة الأدوية.
خلال موسم الإنفلونزا في الولايات المتحدة 2005 – 2006، وزيادة حدوث مقاومة الادوية عن طريق سلالة فيروس الإنفلونزا أ H3N2 إلى الأمانتادين و ريمانتادين مما جعل مركز السيطرة على الأمراض والوقاية منها (CDC) أن يوصي باستخدام زاناميفير كعلاج وقائي.

## الأدوية التي لا تستلزم وصفة طبية
الأدوية المضادة للفيروسات هي أدوية موصوفة طبيًا فقط في الولايات المتحدة. لا تؤثر الأدوية المتاحة بدون وصفة طبية بشكل مباشر على المرض، ولكنها توفر الراحة من أعراض الأنفلونزا، كما هو موضح في الجدول أدناه:
| العرض (الأعراض)                                          | العلاجات دون وصفة طبية. |
| -------------------------------------------------------- | ----------------------- |
| الحمى والأوجاع والآلام وضغط الجيوب الأنفية والتهاب الحلق | المسكنات                |
| احتقان الأنف وضغط الجيوب الأنفية                         | مزيلات الاحتقان         |
| ضغط الجيوب الأنفية، سيلان الأنف، عيون دامعة، سعال        | مضادات الهيستامين       |
| سعال                                                     | مانع السعال             |
| إلتهاب الحلق                                             | التخدير الموضعي         |

يجب على الأطفال والمراهقين الذين يعانون من أعراض الأنفلونزا (خاصة الحمى) تجنب تناول الأسبرين لأن تناول الأسبرين في وجود عدوى الأنفلونزا (خاصة فيروس إنفلونزا ب) يمكن أن يؤدي إلى متلازمة راي، وهو مرض نادر ولكنه قد يكون مميتًا في الدماغ.

## استخدامات الأدوية الأخرى خارج التسمية
قد تثبت العديد من الأدوية الموصوفة طبياً أنها مفيدة في علاج تفشي إنفلونزا الطيور H5N1 المحتمل، بما في ذلك الستاتينات والألياف و الكلوروكين.

## المكملات الغذائية والأدوية العشبية
يمكن أن يقلل سوء التغذية من قدرة الجسم على مقاومة الالتهابات وهو سبب شائع لنقص المناعة في العالم النامي. على سبيل المثال، في دراسة أجريت في الإكوادور، وجد أن نقص المغذيات الدقيقة شائع عند كبار السن، خاصة بالنسبة لفيتامين C وفيتامين D وفيتامين B-6 وفيتامين B-12 وحمض الفوليك والزنك، ويُعتقد أنها تضعف الجهاز المناعي أو يسبب فقر الدم، وبالتالي وضع الناس في خطر أكبر من التهابات الجهاز التنفسي مثل الأنفلونزا. تم اقتراح الاختلاف الموسمي في التعرض لأشعة الشمس، وهو مطلوب تركيب فيتامين د داخل الجسم، كأحد العوامل التي تفسر موسمية الأنفلونزا. أشار التحليل التلوي لـ 13 دراسة إلى بعض الدعم للعلاج المساعد لفيتامين د للإنفلونزا، لكنه دعا إلى إجراء تجارب سريرية أكثر صرامة لتسوية المشكلة بشكل قاطع.
مراجعة حديثة تناقش الأدوية العشبية والبديلة في تفاصيل علاج الأنفلونزا تشير إلى أن N-acetylcysteine، البلسان، أو مزيج من Eleutherococcus senticosus و أندروغرافيس بانيكولاتا قد تساعد على تقصير مسار عدوى الإنفلونزا. يستشهد المقال بمزيد من الأدلة المحدودة بما في ذلك الدراسات الحيوانية أو في المختبر التي تشير إلى فائدة محتملة من فيتامين C، بروتين مصل اللبن عالي اللاكتوفيرين، Echinacea spp.Panax quinquefolium ،Larix occidentalis arabinogalactans ، حمض اللينوليك (مكون من مستخلص أوراق الزيتون)، استراغالوس، و Isatis tinctoria أو Isatis indigotica. قيمت مراجعة أخرى جودة الأدلة على علاجات الإنفلونزا البديلة، وخلصت إلى أنه لم يكن هناك «أي دليل دامغ» على أن أيًا من هذه العلاجات كانت فعالة وأن البيانات المتاحة عن هذه المنتجات ضعيفة بشكل خاص، حيث تعاني التجارب في هذا المجال من العديد من أوجه القصور، مثل كونها صغيرة وذات تصميم ضعيف ولا تختبر التأثيرات الضارة.

### ن أسيتيل سيستئين N-acetyl-cysteine
تم اقتراح نشاط N-acetyl-cysteine (NAC) ضد الأنفلونزا لأول مرة في عام 1966. في عام 1997 وجدت تجربة سريرية عشوائية أن المتطوعين يأخذون 1.2  كان غرام N-acetylcysteine يوميًا لمدة ستة أشهر على الأرجح مثل أولئك الذين يتناولون الدواء الوهمي للإصابة بالإنفلونزا، لكن 25 ٪ فقط منهم عانوا من الأعراض السريرية، على النقيض من 67 ٪ من المجموعة الضابطة. وخلص الباحثون إلى أن مقاومة أعراض الأنفلونزا ارتبط التحول في مناعة خلوية من استعطال، إذا ما قيست درجة حساسية الجلد في سبعة مستضدات مشتركة مثل الكزاز والمبيضات البيض.
وجدت العديد من الدراسات على الحيوانات أنه في نموذج الفئران للعدوى المميتة بجرعة عالية من الأنفلونزا، فإن المكملات الفموية التي تحتوي على جرام واحد من N-acetyl-cysteine لكل كيلوغرام من وزن الجسم يوميًا تزيد من معدل البقاء على قيد الحياة، إما عند تناوله بمفرده أو بالاشتراك مع مضادات الفيروسات المخدرات الريبافيرين أو الأوسيلتاميفير. ثبت أن NAC يحظر أو يقلل من التأثيرات السيتوباثية في البلاعم المصابة بالإنفلونزا،  للحد من تجزئة الحمض النووي (موت الخلايا المبرمج) في خلايا الكلى المصابة بالإنفلونزا في الخيول، ولتقليل إنتاج كيموكين CCL5 في خلايا مجرى الهواء المزروعة استجابة للأنفلونزا الفيروس بنسبة 18٪. تم اقتراح المركب لعلاج الأنفلونزا.

### البلسان
اقترحت بعض التقارير الإخبارية استخدام مستخلص نبات البلسان (خمان أسود) كوقاية وقائية محتملة ضد جائحة إنفلونزا 2009. تم الإبلاغ عن التحضير لتقليل مدة أعراض الأنفلونزا من خلال رفع مستويات السيتوكينات. ومع ذلك، فقد وصف استخدام المستحضر بأنه «غير حكيم» عندما تسبب سلالة من الإنفلونزا الوفاة بين البالغين الأصحاء بسبب عاصفة السيتوكين مما يؤدي إلى الالتهاب الرئوي الفيروسي الأولي. تشير الشركة المصنعة إلى عدم وجود أدلة على المخاطر المتعلقة بالسيتوكين، ولكن تسمي المنتج فقط كمضاد للأكسدة ومكمل غذائي.

### كان جانغ
تم الإبلاغ عن مزيج من Eleutherococcus sententious ("بناقنثة لاسعة") و أندروغرافيس بانيكولاتا ، الذي يباع تحت الاسم التجاري Kan Jang، في مجلة Herbal Pharmacotherapy ليتفوق على أمانتادين في تقليل الوقت المرضي المرتبط بالإنفلونزا والمضاعفات في دراسة تجريبية في فولغوغراد من 71 المرضى في عام 2003. قبل ذلك، تم عرض مستخلص من Eleutherococcus sententious لمنع تكرار الحمض النووي الريبي ولكن ليس فيروسات الحمض النووي في المختبر. من بين تسعة أعشاب طبية صينية تم اختبارها، تبين أن Andrographis paniculata أكثر فاعلية في تثبيط إفراز كيموكين CCL5 بواسطة الخلايا المصابة بالإنفلونزا H1N1 في زراعة الخلايا، مع IC 50 لمستخلص الإيثانول من 1.2 ملليغرام لكل لتر.

### شاي أخضر =
ارتبط تناول كميات كبيرة من الشاي الأخضر (على وجه التحديد، الكاتيكين والثيانين الموجود في منتجات الشاي) بانخفاض خطر الإصابة بالأنفلونزا، بالإضافة إلى تأثير مضاد للفيروسات على النوعين أ وب. وجه التحديد، تم العثور على مستويات عالية من غالياتي epigallocatechin، غالياتي epicatallin، و epigallocatechin الموجودة في الشاي الأخضر لتثبيط تكرار فيروس الأنفلونزا. بالإضافة إلى ذلك، تم اقتراح التطبيق الموضعي للعمل كمطهر معتدل. ارتبط تناول النظام الغذائي المنتظم للشاي الأخضر بالاستجابة المناعية القوية للعدوى، من خلال تعزيز وظيفة الخلايا التائية.

## مناعة سلبية

### الأجسام المضادة المنقولة
كان البديل عن التطعيم المستخدم في جائحة إنفلونزا عام 1918 هو النقل المباشر للدم أو البلازما أو المصل من المرضى الذين تم شفائهم. على الرغم من أن التجارب الطبية للعصر كانت تفتقر إلى بعض التحسينات الإجرائية، إلا أن ثمانية منشورات من 1918-1925 ذكرت أن العلاج يمكن أن يخفض معدل الوفيات تقريبًا في الحالات الشديدة في المستشفى بمتوسط معدل إماتة الحالات بنسبة 37٪ عند عدم المعالجة.
اللبأ البقري قد يكون أيضًا مصدرًا للأجسام المضادة لبعض التطبيقات.

### زراعة الخلايا اللمفاوية الحية
يمكن توسيع الخلايا الليمفاوية T البشرية في المختبر باستخدام حبات تحمل مستضدات محددة لتنشيط الخلايا وتحفيز النمو. نمت تجمعات سكانية من الخلايا التائية السامة للخلايا CD8 + التي تحمل مستقبلات الخلايا التائية الخاصة بالإنفلونزا. تعمل هذه الأجسام إلى حد كبير مثل الأجسام المضادة ولكنها مرتبطة بشكل دائم بهذه الخلايا. (انظر الحصانة الخلوية). تم استخدام تركيزات عالية من N-acetylcysteine لتعزيز نمو هذه الخلايا. هذه الطريقة لا تزال في البحث المبكر.